# Sami Vatanen
Sami Vatanen (* 3. června 1991 Jyväskylä) je finský hokejový obránce hrající v současnosti (2022) za švýcarský tým HC Servette Ženeva. V roce 2009 ho draftoval tým Anaheim Ducks ze 106. pozice.

## Hráčská kariéra
Vatanen byl draftován ve čtvrtém kole draftu 2009 jako 106. celkově týmem Anaheim Ducks. V následující sezóně 2009/2010 si vybojoval místo v obraně úřadujícího finského šampiona JYP Jyväskylä. V sezóně překoval nováčkovský rekord v počtu nasbíraných bodů, jak v základní části (30 bodů), tak i v play-off (7 bodů).
Debutu v NHL se v dresu Ducks dočkal 1. února 2013 během zkrácené sezóny 2012/13. Vatanen byl také v sezóně 2012/13 zvolen do prvního All-Star Teamu AHL, stejně jako AHL All-Rookie týmu, přestože hrál v pouhých 62 zápasech ze 76 sezónních.
Dne 22. července 2014 podepsal s vedením Ducks dvouletou smlouvu, která mu vynese 2 525 000 dolarů. V ročníku 2014/15 zaznamenal 12 gólů a 25 asistencí.
30. listopadu 2017 byl vyměněn z Anaheimu do New Jersey za Adam Henrique a Joseph Blandisi.

## Klubové statistiky
| Sezona     | Klub                | Soutěž     | Základní část | Základní část | Základní část | Základní část | Základní část | Play off | Play off | Play off | Play off | Play off |
| Sezona     | Klub                | Soutěž     | Z             | G             | A             | B             | TM            | Z        | G        | A        | B        | TM       |
| ---------- | ------------------- | ---------- | ------------- | ------------- | ------------- | ------------- | ------------- | -------- | -------- | -------- | -------- | -------- |
| 2009/10    | JYP Jyväskylä       | SM-l       | 55            | 7             | 23            | 30            | 44            | 14       | 3        | 4        | 7        | 6        |
| 2010/11    | JYP Jyväskylä       | SM-l       | 52            | 11            | 20            | 31            | 30            | 3        | 1        | 1        | 2        | 0        |
| 2011/12    | JYP Jyväskylä       | SM-l       | 49            | 14            | 28            | 42            | 40            | 4        | 2        | 0        | 2        | 4        |
| 2012/13    | Norfolk Admirals    | AHL        | 62            | 9             | 36            | 45            | 44            | —        | —        | —        | —        | —        |
| 2012/13    | Anaheim Ducks       | NHL        | 8             | 2             | 0             | 2             | 0             | —        | —        | —        | —        | —        |
| 2013/14    | Anaheim Ducks       | NHL        | 48            | 6             | 15            | 21            | 22            | 5        | 0        | 1        | 1        | 0        |
| 2013/14    | Norfolk Admirals    | AHL        | 8             | 2             | 5             | 7             | 4             | 5        | 0        | 3        | 3        | 4        |
| 2014/15    | Anaheim Ducks       | NHL        | 67            | 12            | 25            | 37            | 36            | 16       | 3        | 8        | 11       | 8        |
| 2015/16    | Anaheim Ducks       | NHL        | 71            | 9             | 29            | 38            | 20            | 7        | 1        | 3        | 4        | 6        |
| 2016/17    | Anaheim Ducks       | NHL        | 71            | 3             | 21            | 24            | 30            | 12       | 1        | 5        | 6        | 4        |
| 2017/18    | Anaheim Ducks       | NHL        | 15            | 1             | 3             | 4             | 8             | —        | —        | —        | —        | —        |
| 2017/18    | New Jersey Devils   | NHL        | 57            | 3             | 25            | 28            | 32            | 4        | 1        | 0        | 1        | 0        |
| 2018/19    | New Jersey Devils   | NHL        | 50            | 4             | 13            | 17            | 22            | —        | —        | —        | —        | —        |
| 2019/20    | New Jersey Devils   | NHL        | 47            | 5             | 18            | 23            | 22            | —        | —        | —        | —        | —        |
| 2019/20    | Carolina Hurricanes | NHL        | 0             | 0             | 0             | 0             | 0             | 7        | 0        | 3        | 3        | 6        |
| 2020/21    | New Jersey Devils   | NHL        | 30            | 2             | 4             | 6             | 18            | —        | —        | —        | —        | —        |
| 2020/21    | Dallas Stars        | NHL        | 9             | 0             | 0             | 0             | 2             | —        | —        | —        | —        | —        |
| 2021/22    | HC Servette Ženeva  | NLA        | 38            | 9             | 30            | 39            | 12            | 2        | 1        | 0        | 1        | 0        |
| 2022/23    | HC Servette Ženeva  | NLA        | 13            | 1             | 13            | 14            | 6             | 17       | 7        | 6        | 13       | 0        |
| NHL celkem | NHL celkem          | NHL celkem | 473           | 47            | 153           | 200           | 212           | 51       | 6        | 20       | 26       | 24       |

### Reprezentační statistiky
| 2008            | Finsko          | SP do 17 let    | 5  | 2 | 3  | 5  | 8  |
| 2008            | Finsko 18       | MS18            | 6  | 0 | 3  | 3  | 4  |
| 2009            | Finsko 18       | MS18            | 6  | 1 | 1  | 2  | 2  |
| 2010            | Finsko 20       | MSJ             | 6  | 2 | 3  | 5  | 0  |
| 2010            | Finsko          | MS              | 7  | 0 | 0  | 0  | 6  |
| 2011            | Finsko 20       | MSJ             | 6  | 0 | 4  | 4  | 4  |
| 2014            | Finsko          | ZOH             | 6  | 0 | 5  | 5  | 0  |
| 2016            | Finsko          | SP              | 3  | 0 | 0  | 0  | 2  |
| 2022            | Finsko          | MS              | 15 | 2 | 4  | 6  | 8  |
| Junioři celkově | Junioři celkově | Junioři celkově | 29 | 5 | 14 | 19 | 18 |
| Senioři celkově | Senioři celkově | Senioři celkově | 31 | 2 | 9  | 11 | 16 |